# Húzás (fémalakítás)

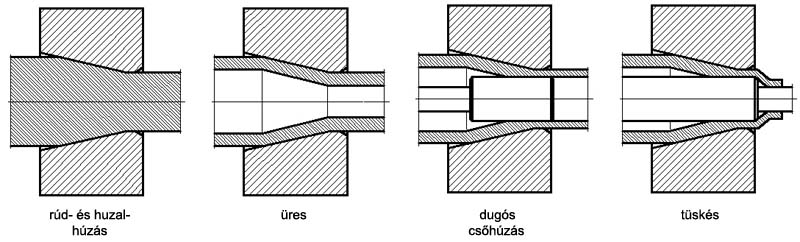
A húzás módszerei

A húzás a fémek képlékeny alakításának az a módszere, amelynek során a kiinduló anyagot egy kúp alakú szerszámon áthúzva, kisebb keresztmetszetű darabot kapnak. A húzott anyag keresztmetszete megegyezik a húzószerszám keresztmetszetével. A húzás hidegalakítás, de a nehezen alakítható anyagokat (például volfrám, molibdén) felmelegíthetik kissé.
A húzás felosztása:
- drót- vagy huzalhúzás,
- rúdhúzás,
- csőhúzás (üresen, dugóval vagy tüskével).

A dróthúzás mindig csévélve és általában több fokozatban történik. Rúdhúzáskor a készterméket általában egyenes szálban, egy húzással állítják elő. A csöveket lehet üresen húzni, de ilyenkor a külső és a belső átmérő nem azonos mértékben csökken, a cső falvastagsága valamilyen mértékben megnő. Dugó vagy tüske alkalmazásával lehet a falvastagságot is a kívánt értékre beállítani. Dugó alkalmazásakor a húzott cső a dugó felületén (is) súrlódik, emiatt nagyobb húzóerővel kell számolni. Ezt az erőtöbbletet lehet elkerülni tüske alkalmazásával.

## Dróthúzás

### A dróthúzás technológiája
A huzal- vagy dróthúzás alapanyaga acél esetén általában melegen hengerelt hengerhuzal, könnyű- és színesfémek esetén öntvehengerelt huzal vagy rúdsajtolással előállított préshuzal stb. A húzott huzalok mérettartománya kb. 4 mm-től a 0,5 mm alatti méretek között van.

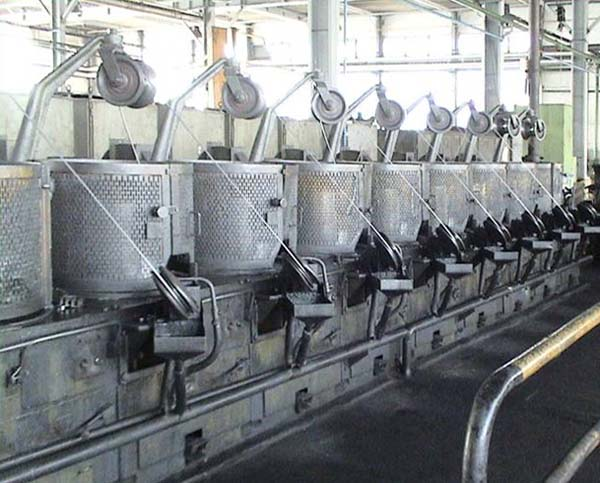
Többfokozatú alumíniumhuzal-húzógép

A dróthúzás technológiája sohasem csak a szorosan vett húzási folyamatot tartalmazza, ezt különböző előkészítő fázisok előzhetik meg és kikészítő tevékenységek követhetik:
- Húzás előtti hőkezelés: Az acél alapanyagot húzás előtt hőkezelhetik (patentálás), aminek az egyenletes perlites szövet kialakítása a célja.
- Revétlenítés: A reve vas-oxidokból álló réteg az acél alapanyag felületén, amit húzás előtt mindenképpen el kell távolítani, mert a kemény reve tönkreteszi a húzószerszámot és a huzal felületét. A revétlenítés két lépcsőben történik: előbb mechanikus módszerrel megtörik az oxidréteget (általában hajtogatással), majd kémiai revétlenítéssel (pácolással) távolítják el. Ennek során kénsavas vagy sósavas fürdőn vezetik át az acél alapanyagot (néha más revétlenítő anyagokat is használnak).
- Kenőanyaghordozó réteg kialakítása: Huzalhúzáskor – a súrlódás csökkentése céljából – a huzal felületét kenni kell. Acélhuzalok húzásakor a kenőanyag jobb tapadása céljából előbb egy hordozó réteget kell létrehozni. Ezt általában meszezéssel, bóraxozással vagy foszfátozással valósítják meg. Ez a technológiai fázis mindig a revétlenítés folyamatához kapcsolódik, annak utolsó művelete.
- Húzás: Húzás során a darabot kúpos belső felülettel ellátott szerszámon húzzák át. A húzószerszám (a szakmában inkább a „húzókő” elnevezést használják) anyaga keményfém (WC + Mo) vagy gyémánt (természetes vagy mesterséges). Ahhoz, hogy a tényleges húzás előtt a darab elejét át lehessen fűzni a szerszámon, azt meg kell hegyezni. A hegyezésre számos módszer alakult ki (periodikus üregezésű hengerpárok, kontrakció előidézése stb.). A húzószerszámon átdugott darabvéget befogó berendezés fogja meg, amit egy mozgató mechanizmus továbbít. Huzalhúzáskor a huzalt mindig húzódobra csévélik, a húzóerőt a dob és a megfelelő számú menetből álló huzal felülete között kialakuló súrlódóerő biztosítja. A dróthúzás ritkán történik egyetlen húzási fokozattal, általában több húzási lépcső követi egymást. Ennek megfelelően alakultak ki a többfokozatú dróthúzógépek. A húzáskor fellépő húzóerő nagysága alakítástechnológiai szempontok alapján magyarázható, de egy részét a húzószerszámban kialakuló súrlódóerő képezi. Ezt az erőkomponenst kenéssel lehet (kell) csökkenteni. Kenőanyagként zsírok, olajok, szappanok stb. jöhetnek szóba. Acél és réz húzásakor különböző fémszappanokat használnak, többnyire por, néha vizes oldat formájában. Az alumínium húzásakor zsíros, olajos készítmények használatosak, többnyire adalékolva vagy/és vizes emulzió formájában.
- Lágyítás: Minden hidegalakításnak, így a húzásnak is az a sajátossága, hogy az alakított darab felkeményedik. A keményedés bizonyos számú húzás (bizonyos mértékű összalakváltozás) után lehetetlenné teszi az alakítást, ilyenkor a huzalt ki kell lágyítani. Erre a célra harangkemencét vagy folyamatos üzemű áthúzókemencét használnak.
- Kikészítés: Húzás után a megrendelő kívánságainak megfelelő módon ki kell készíteni a huzalt. Ez lehet hőkezelés, felületbevonás stb.

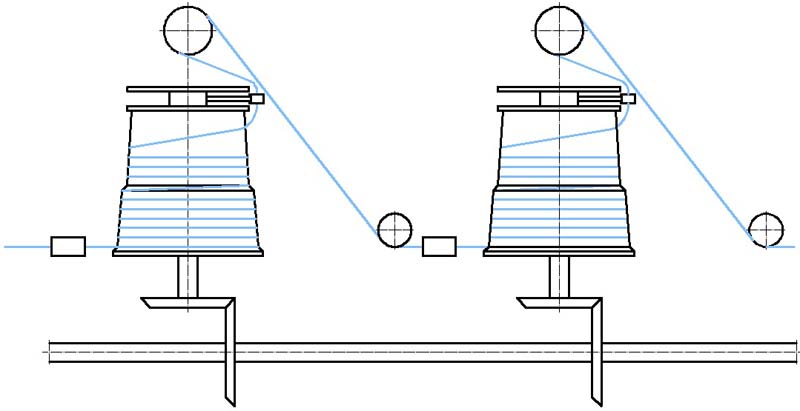
A csúszás nélküli többfokozatú húzógép elve

### A huzalhúzás gépei
A húzás úgy történik, hogy a huzal elejét hegyezés után átfűzik a húzószerszám furatán, majd egy behúzó fogó („béka”) segítségével felcsévélik a húzódobra. Néhány menet feltekerése után a dob és a huzalmenetek között létrejövő súrlódóerő már elég a húzóerő biztosítására. Ilyenkor a „békát” leszerelik, és elkezdődik a tulajdonképpeni húzás. Ha többfokozatú húzásról van szó, a huzalt terelőgörgő(k) segítségével bevezetik a következő fokozat húzószerszámába, és az eljárás ismétlődik, ahány fokozat csak van.
A huzalokat dobos dróthúzógépeken húzzák – egy vagy több fokozatban. Ennek megfelelően vannak egy- és többfokozatú húzógépek. A húzódobok elhelyezkedhetnek függőlegesen és vízszintesen. A többfokozatú berendezések lehetnek csúszva- és csúszásmentesen húzó gépek.

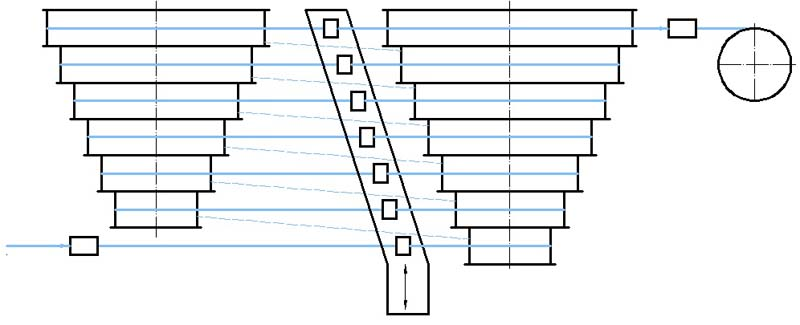
Lépcsős-tárcsás csúszvahúzó gép

A többfokozatú csúszásmentesen húzó gépeket úgy kell elképzelni, mintha egyfokozatú húzógépek lennének egymás mellé építve, a huzalt terelő- és vezetőgörgők segítségével továbbítják a következő fokozathoz. A fokozatok fordulatszáma (azaz a húzási sebesség) fixen beállított, a folytonossági feltétel csak hozzávetőlegesen érvényesül. A huzal a húzódob alsó részén kiképezett kúpos részén olyan menetszámban helyezkedik el, hogy a dob és a menetek között fellépő súrlódóerő biztosítsa a húzóerőt. A menetek fokozatosan a húzódob felső részére csúsznak át, ahol bizonyos huzalmennyiséget tárolni kell a következő fokozatba való átvezetés előtt. Erre azért van szükség, mert az egyes fokozatok sebességviszonyaiban mutatkozó eltérést ki kell egyenlíteni, de még egy-egy fokozat időleges leállítását is lehetővé kell tenniük.
A csúszvahúzó gépeken nincs huzaltárolás, emiatt a folytonossági feltételt be kell tartani. A húzószerszámok kopása, és az ennek következtében növekvő huzalátmérő a huzalsebesség változásával jár. Ez okozza a huzal csúszását a húzódob felületén. A csúszvahúzó gépek speciális típusa a lépcsős-tárcsás húzógép, amit elsősorban finomhuzalok húzására használnak.

## Rúd- és csőhúzás

### A rúd- és csőhúzás technológiája
A rúdhúzás technológiája jelentős mértékben hasonlít a huzalhúzáshoz. Az egyik különbség az, hogy a rudakat egyenes szálban húzzák, nem csévélik fel. A másik az, hogy általában egy (esetleg kettő) húzási műveletet végeznek el egymás után. A harmadik különbség a húzógépek kialakításában van (összefüggésben a szálban történő húzással). Egyes anyagminőségeket nem pácolással revétlenítenek, hanem hántolással vagy köszörüléssel távolítanak el a rúd felületéről max. 0,5 mm-t. A hegyezést megoldhatják hidraulikus betoló szerkezettel is. Kenésre adalékolt olajokat vagy emulziókat használnak.
A csőhúzás annyiban tér el a rúdhúzástól, hogy itt többnyire tüskét vagy dugót is alkalmaznak a falvastagság csökkentése érdekében. A hegyezést úgy oldják meg, hogy a csővéget behorpasztják. A kenőanyagot a cső belsejébe is be kell juttatni.

### A rúd- és csőhúzás gépei
A rúd- és csőhúzás gépeit húzópadoknak is nevezik, amiket aszerint lehet csoportosítani, hogy a húzóerőt milyen jellegű szerkezet fejti ki:
- láncos húzópadok,
- fogasléces húzópadok,
- drótköteles húzópadok,
- hidraulikus húzópadok.

Mindegyik típusú húzógépre jellemző, hogy több, akár tíz szál egyidejű húzására is alkalmasak lehetnek. A csőhúzásra alkalmas gépeken a dugótartó támaszáról, illetve a dugó befűzéséről is gondoskodni kell.
A legegyszerűbb húzópad a láncos húzógép, amelynél a húzóerőt egy végtelenített hevederes lánc fejti ki. A hevederes lánc csapjai közé húzókocsit akasztanak, a húzókocsi másik végén helyezkedik el a fogó szerkezet. A húzás elvégzése után a fogó elengedi a darabot, majd a kocsi a ferdén kiképezett pályán visszagurul a kiindulási helyére.
A fogasléces húzópad úgy működik, hogy egy tartószerkezeten csúszó fogaslécet alulról fogaskerékkel mozgatnak. A húzókocsit a fogasléchez kapcsolják. Az ilyen padok gyakran mindkét irányban tudnak húzni, ehhez a húzókocsit és a szerszámtartókat is megfelelően kell kiképezni.
A hidraulikus húzógépek húzókocsiját két olajhidraulikus dugattyú mozgatja. Előnye a húzási sebesség fokozatmentes állíthatósága és a húzókocsi gyors visszahúzása.
Csőhúzásra alkalmas az ún. úszódugós húzógép. Ennél a berendezésnél a dugót nem szükséges dugótartó rúddal a helyén tartani, az úszódugót a súrlódás tartja a helyén a cső belsejében. Az ilyen gépeken tekercsből is lehet csövet húzni.